# 生活維持省
「生活維持省」（せいかついじしょう）は、星新一の短編SF小説（ショートショート）。、
初出は「宝石」1960年11月号。戯曲や舞台化のほか、1961年から2022年にかけて3度ドラマ化され、2008年にはNHK総合『星新一ショートショート』でアニメ化された。

## あらすじ
よく晴れたある日、勤務先へ出勤した男が上司へ挨拶すると、上司は本日の仕事として何枚かのカードを手渡してきた。男は、さっそく同僚と車に乗り込むと、カードに記載されている住所を告げ、勤務先である「生活維持省」を後にした。
その道中、男と同僚は、穏やかな街並みや道行くカップルから自分たちの将来に思いを馳せ、「こんなに平和なのは政府の方針のおかげだ」とつぶやく。『政府の方針』のおかげで全ての国民に充分な土地が確保され、公害も犯罪も戦争も自殺者も交通事故さえも存在しない健康で文化的な世界が実現したのである。たった一つのことを除いて。
男と同僚は、カードに記載されたとある人物の住む家へと到着する。呼び鈴を押し、応対した女性に対し、女性の娘の名前を告げる。女性から身分を尋ねられた男が、生活維持省の役人であることを示すと、女性は「死神…」と口走って卒倒しかける。女性は震えながら命乞いをし、娘の身代わりになることを提案するが、それは法律で禁止されているとして却下される。
男が娘の所在を尋ねると、女性は娘が外出中であることを告げ、さらに政府の方針を非難し始める。それに対して男は、「国民がこのように平和で自由に安心して生活するためには、皆で決めた方針に従うしかない。」「皆がワガママを言い出してこの方針を辞めたら、たちまち昔のように人口爆発、都市開発、治安の悪化、交通事故が発生し、生活水準は下がり、ノイローゼや自殺、貧困と暴力が公害や犯罪を蔓延らせる。行き着く先はいつも同じ、戦争です。」といった内容のことを言い、女性を論破する。
実は『政府の方針』とは、徹底した人口制限である。毎日、生活維持省のコンピュータで年齢・性別・職業に関係なく完全に公平に選抜した者を殺処分するのである。男と同僚は、その業務を遂行する執行官だった。
そこへ、女性の娘が帰宅するためにこちらへ向かって来ていた。男は娘に気付かれないように玄関の物陰に隠れ、娘を射殺した。
男と同僚は車に戻り、同僚が次の行先を男に尋ねる。すると、男は何故か「さっき通った小川のほとりが良いな」と言う。休憩でもするつもりなのかと同僚が尋ねると、男はカードに記載された自身の名前を見せた。そして男は、「生存競争と戦争の恐怖がない世界でこれだけ生きれて、楽しかったな。」とつぶやくのだった。

## 書籍
- 星新一『人造美人 ショート・ミステリイ』新潮社、1961年2月。
- 星新一『ボッコちゃん』新潮社〈新潮文庫〉、1971年5月。ISBN 978-4-10-109801-2。

## テレビドラマ
これまで3度テレビドラマ化されている。

### 1961年版
1961年8月4日、NETテレビ「短い短い物語」の第1回として放送。
- 脚色：泉久次
- 出演：稲垣昭三、名古屋章、丹阿弥谷津子、松倉紀代子

### 1963年版
1963年4月12日、フジテレビ「プリンススリラー劇場」の最終回として放送。
- 脚本：寺山修司
- 出演：金子信雄、露口茂、岸田今日子

### 2022年版
2022年4月12日、NHK BSプレミアムおよびNHK BS4K「星新一の不思議な不思議な短編ドラマ」の第2回として放送。
スタッフ
- 脚本・演出：望月一扶
- 助監督：家次勲
- 制作担当：岡元太
- 撮影：山崎裕
- 照明：三善章誉
- 録音：森英司
- ドローン撮影：松永朋広
- 美術進行：きくちまさと
- 特殊造形：奥山友太
- カラーグレーディング：宮下蔵
- CG：小坂健一
- MA：大竹雪乃

キャスト
- 永山瑛太
- 渋川清彦
- 品川徹
- 飯田基祐
- 岡本あずさ
- 中村ゆり
- 西田尚美

## 参照
1. ↑  初出リスト星新一公式サイト